# 普羅旺斯足球代表隊
普羅旺斯足球代表隊是普羅旺斯足球協會組織的法國普羅旺斯地區的足球代表隊。球隊的首次國際比賽可追溯至1921年。在參加2008年的第2次萬歲世界杯的87年間，普羅旺斯未參加過任何比賽。在這一年12月對陣摩納哥的比賽中首次勝利。

## 外部連結
- List of results on roonba